# Comuna de Jaraczewo
Jaraczewo (polaco: Gmina Jaraczewo) é uma gminy (comuna) na Polónia, na voivodia de Grande Polónia e no condado de Jarociński. A sede do condado é a cidade de Jaraczewo.
De acordo com os censos de 2004, a comuna tem 8257 habitantes, com uma densidade 62,1 hab/km².

## Área
Estende-se por uma área de 132,89 km², incluindo:
- área agricola: 76%
- área florestal: 17%

## Demografia
Dados de 30 de Junho 2004:
|                      | Total   | Total | Mulheres | Mulheres | Homens  | Homens |
| -------------------- | ------- | ----- | -------- | -------- | ------- | ------ |
|                      | pessoas | %     | pessoas  | %        | pessoas | %      |
| População            | 8257    | 100   | 4215     | 51       | 4042    | 49     |
| Densidade (pop./km²) | 62,1    | 100   | 31,7     | 31,7     | 30,4    | 30,4   |

De acordo com dados de 2002, o rendimento médio per capita ascendia a 1345,67 zł.

## Subdivisões
- Bielejewo, Brzostów, Nowa Cerekwica, Stara Cerekwica, Gola, Góra, Jaraczewo, Łobez, Łobzowiec, Łowęcice, Łukaszewo, Niedźwiady, Nosków, Panienka, Parzęczew, Poręba, Rusko, Strzyżewko, Suchorzewko, Wojciechowo, Zalesie.

## Comunas vizinhas
- Borek Wielkopolski, Dolsk, Jarocin, Koźmin Wielkopolski, Książ Wielkopolski, Nowe Miasto nad Wartą